# Jules Barbier (architecte)
Pour les articles homonymes, voir Jules Barbier et Barbier.
Jules Barbier, né à Hasselt le 4 août 1865 et mort à Schaerbeek le 29 septembre 1910, est un architecte belge dont le nom est associé à la création de Bruxelles-Kermesse, village pittoresque construit au cœur de l'Exposition universelle de Bruxelles de 1910.

## Biographie
Jules Barbier commence sa formation dans l'atelier de Jules-Jacques Van Ysendyck avec qui il participe à la construction de l'hôtel communal de Schaerbeek de 1884 à 1887.
C'est ainsi qu'il se forme à la pratique du style néo-Renaissance flamande dont Van Ysendyck, à côté d'Émile Janlet est un des principaux représentants et qu'il peut remettre en pratique lors de la construction de Bruxelles-Kermesse.
Il crée de nombreuses maisons de style Art nouveau où l'on voit nettement l'influence de cet historicisme néo-Renaissance, dans le jeu de la brique et de la pierre, dans la création de tourelles d'angle, de terrasses ou de toits anguleux.
Albert Callewaert (1888-1957) est un élève de Jules Barbier.
L'architecte Barbier meurt lors de la construction de Bruxelles-Kermesse dont il ne voit pas l'achèvement et est alors remplacé par Franz Van Ophem qui continue son œuvre.

## Fonctions
À partir de 1887, Jules Barbier est un membre actif de la Société Centrale d’Architecture de Belgique.

## Œuvre

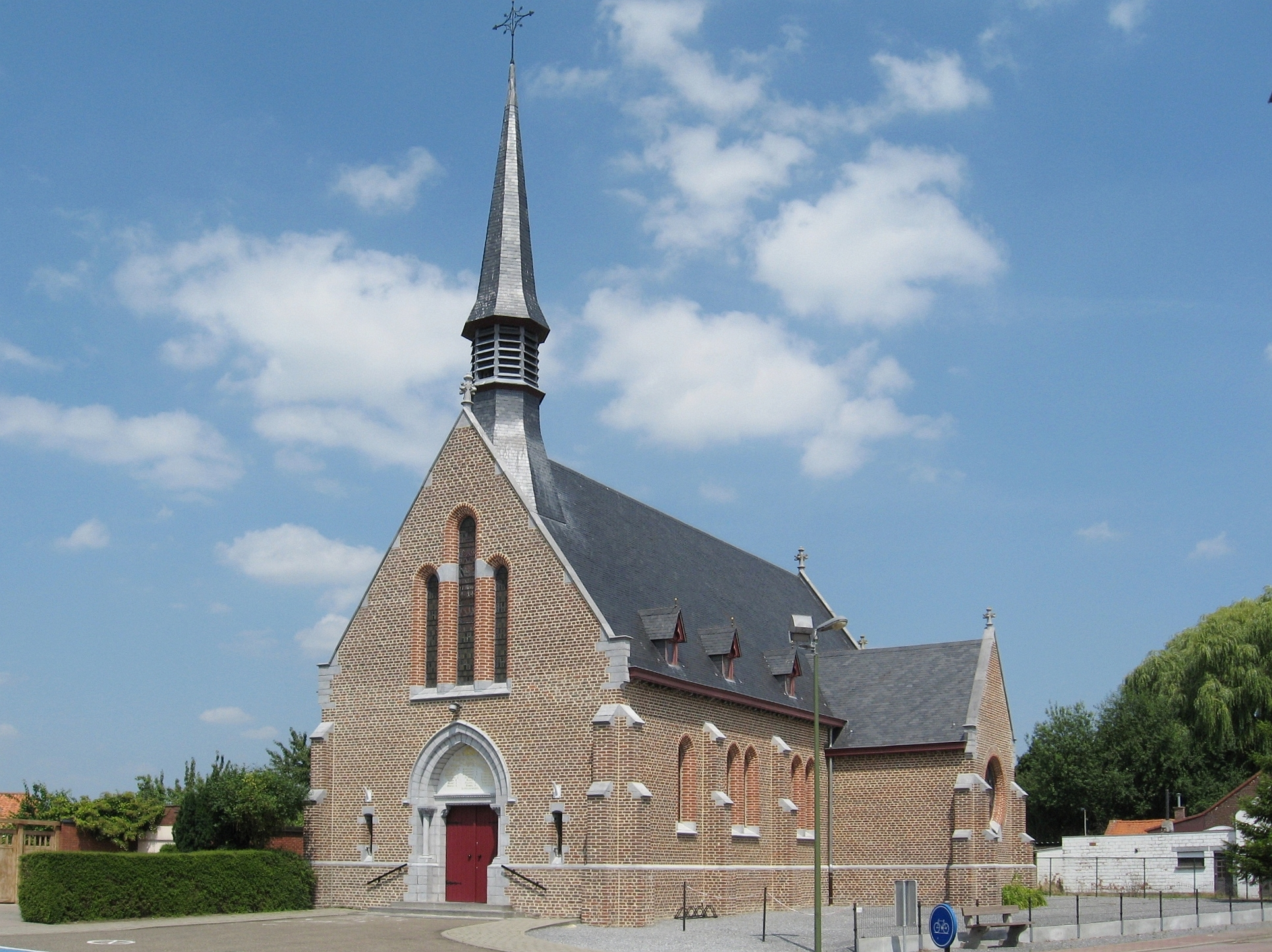
Grazen (Geetbets). Construction de l'église Notre-Dame (1896).

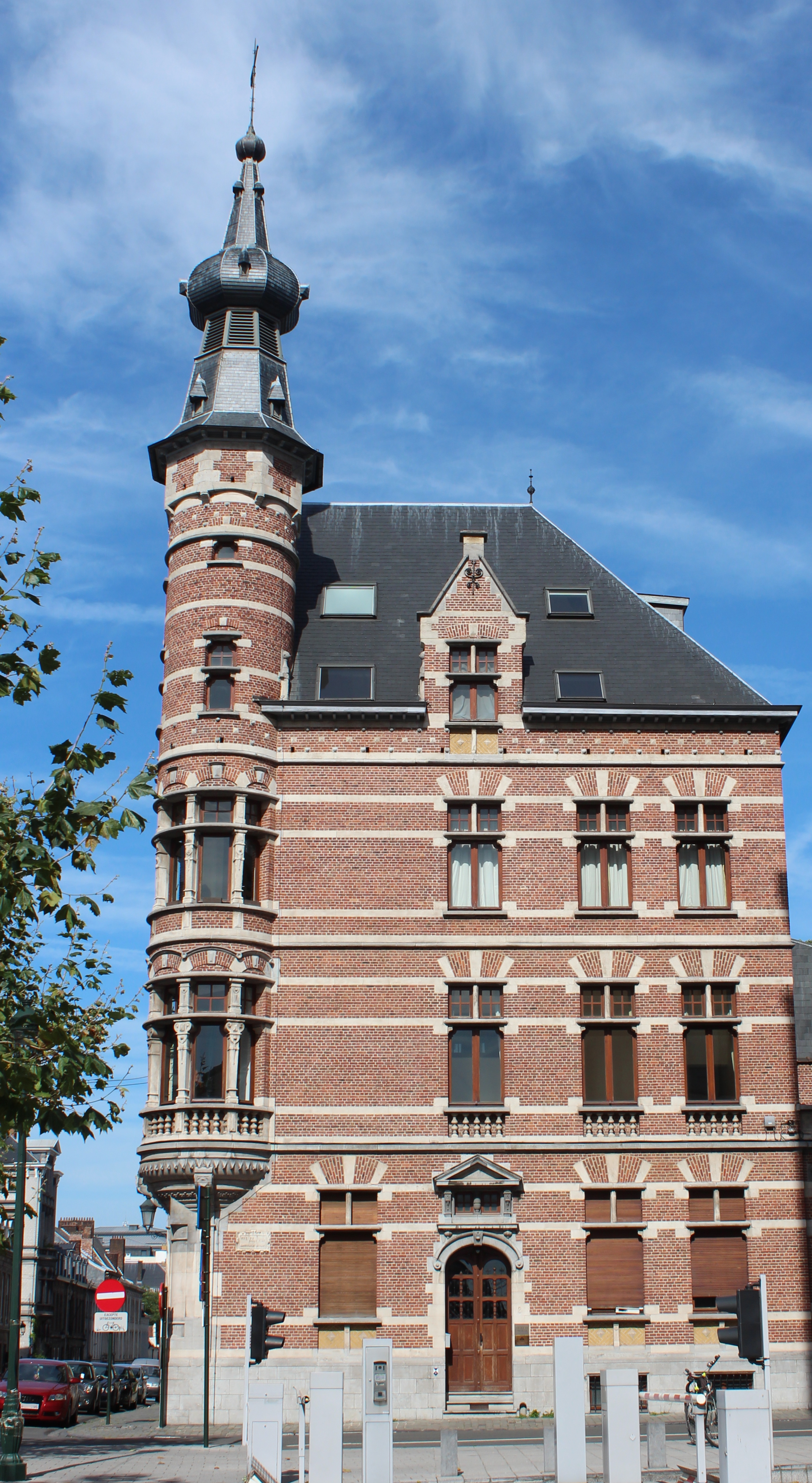
Bruxelles, rue du Grand-Cerf 6 (1901).

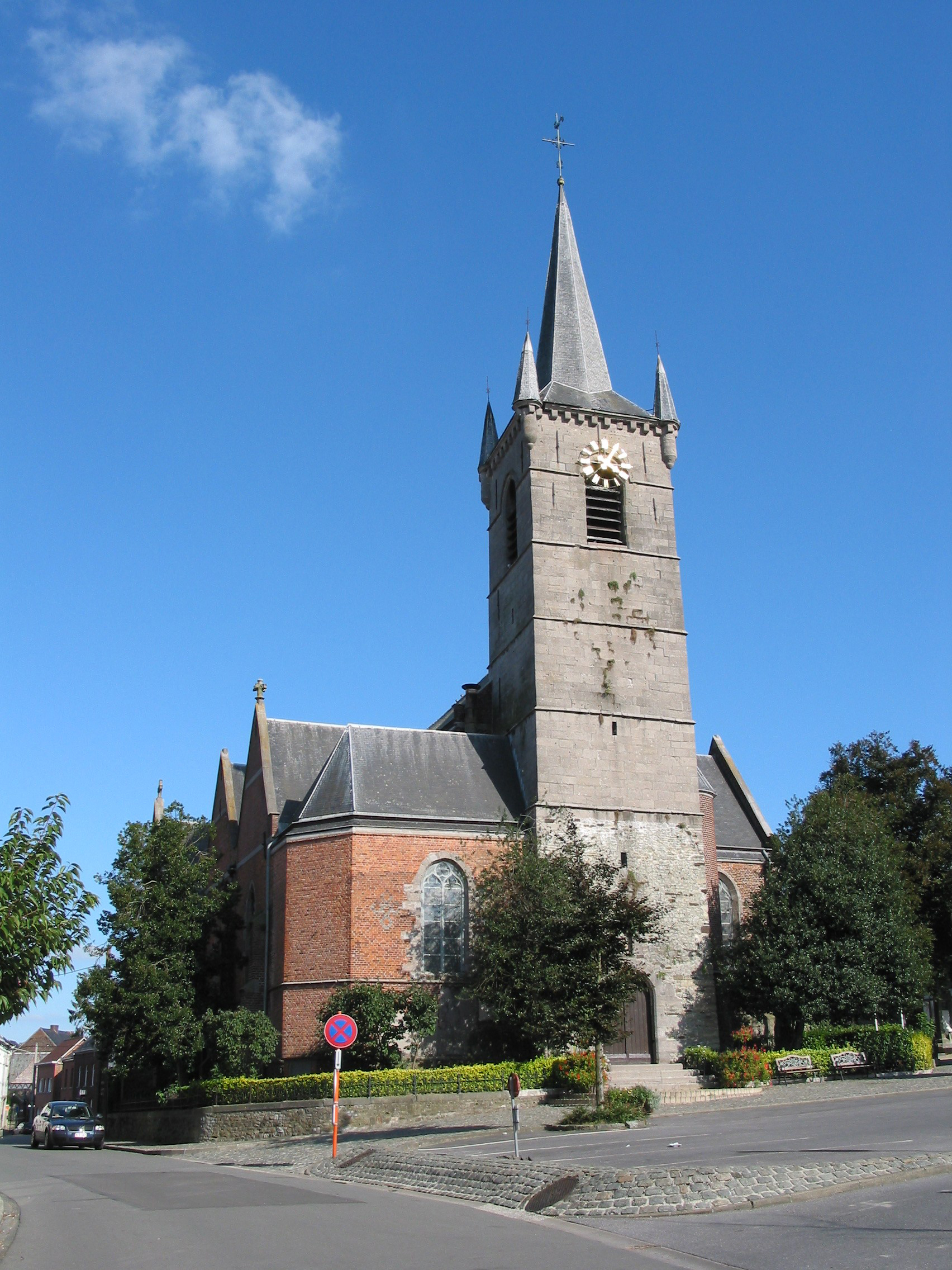
Église Saint-Luc à Flobecq (restauration de 1897 à 1898).

- 1884 : Schaerbeek, Place Colignon. Hôtel communal construit par l'architecte Jules-Jacques Van Ysendyck, avec la coopération de Jules Barbier. Patrimoine architectural[2],[4]
- 1894-1910 : Léau, Grote Markt. Restauration de la Halle aux Draps et de la mairie[5].
- Probablement 1896 : Grazen (Geetbets). Construction de l'église de Notre-Dame[2].
- 1898 : Etterbeek, Avenue de Tervueren 28. Villa. Façade en pierre naturelle. Rez-de-chaussée et deux étages. Reconstruit en 1924. Patrimoine architectural[6].
- 1899 : Saint-Gilles, Rue Moris 37. Maison bourgeoise de style éclectique avec éléments Art Nouveau. Sous-sol, rez-de-chaussée surélevé et deux étages. Fenêtres de toit[7].
- 1900 : Bruxelles, Rue du Grand Cerf 6. Maison avec sous-sol, rez-de-chaussée et deux étages. Porte d'entrée centrale. Ancienne Galerie J & A Leroy Frères. Patrimoine architectural[8].
- 1900 : Malines (quartier: Battel), Wolverbosstraat. Agrandissement du chœur de l'église "Saint-Joseph"[2],[9].
- 1900 : Etterbeek, Avenue de l'Yser 6. Demeure de style éclectique avec des éléments de style Art nouveau. Trois étages. Patrimoine architectural[10].
- Fin du XIXe siècle : Meise, Brusselsesteenweg. Église "Saint Martin". Restauration et réparations[11].
- 1901 : Bruxelles, Rue du Grand Cerf 2 & 4. Maison double néogothique avec tour. Rez-de-chaussée et trois étages. Fenêtres de toit[12].
- 1902 : Bruxelles, rue Stevin 97. Maison éclectique avec éléments Art Nouveau. Original: rez-de-chaussée et trois étages. Reconstruction en 1951[13].
- 1902 : Meise, Chaussée de Bruxelles 44. Restauration du presbytère de la paroisse Saint-Martin[14].
- 1905 : Bruxelles, Rue Archimède 34. Maison de style éclectique. Rez-de-chaussée avec trois étages. Fenêtres de toit séparées par des colonnes[15].
- 1905 : Oostmalle, Dorpsplaats. Hôtel de ville de style néo-Renaissance. Patrimoine architectural[16].
- 1905 : Schaerbeek, Place de Jamblinne de Meux 7, 8, 9. Construction d'une véranda à l'arrière et d'un atelier à l'avant d'une maison construite en 1883. Ce bâtiment est actuellement un établissement scolaire[17].
- 1907 : Etterbeek, Avenue de l'Yser 5. Hôtel particulier de style Art nouveau. Rez-de-chaussée et trois étages. Patrimoine architectural[18].
- 1907 : Lennik-Saint-Martin. Restauration de l'église "Saint Martin"[2],[19]
- 1910 : Exposition universelle de Bruxelles de 1910. Village Bruxelles-Kermesse.